# Romeo Frigo
Romeo Frigo, född 28 juli 1946, död 3 december 2021, var en schweizisk bågskytt. Han deltog vid olympiska sommarspelen 1980.